# NASCAR
Национална асоцијација за трке серијских аутомобила или верб. скр. Наскар (енгл. National Association for Stock Car Auto Racing, NASCAR) пословни је породични подухват који одређује правила за многе спортске догађаје аутомобилских трка. Бил Франс ст. основао је компанију 1948. године, а његов унук Брајан Франс постао је главни и извршни директор 2003. године. Наскар је прееминентна организација у мотоспортовима односно тркама аутомобила серијске производње.
Три највећа догађаја ауто-трка која су у организацији ове компаније су Спринт куп серија (енгл. Sprint Cup Series), Иксфинити серија (енгл. Xfinity Series) и Светска серија камиона за кампирање (енгл. Camping World Truck Series). Компанија такође надзире Наскар локалне трке, Вилен модифајд тур, Вилем ол-Американ серију, те Наскар ајрејсинг-дот-ком серију. Наскар одређује правила за преко 1.500 трка на преко 100 стаза у 39 од 50 америчких савезних држава, као и у Канади. Наскар је презентовао егзибиционе трке на Сузука и Мотеги стазама у Јапану, Аутодрому Ерманос Родригез у Мексику те Калдер парк тандерсторму у Аустралији.
Званично седиште Наскара се налази у Дејтона Бичу (Флорида, САД), а такође постоје и седишта у три града Северне Каролине — Шарлоту, Конкорду и Коноверу. Регионални уреди су смештени у Њујорк Ситију и Лос Анђелесу, са међународним уредима у Мексико Ситију и Торонту. Захваљујући јужњачким коренима Наскара, сви осим неколицине тимова Наскара још увек су лоцирани у Северној Каролини, нарочито близу града Шарлота.
Наскар је после првопласиране Националне фудбалске лиге други међу професионалним спортским франшизама по телевизијским рејтинзима у Сједињеним Америчким Државама. На међународном нивоу, Наскар трке се преносе у преко 150 земаља света. Директор за безбедност у Наскару је 2004. године изјавио да компанија организује 17 од топ 20 регуларно одржаваних једнодневних спортских догађаја у свету. Fortune 500 компаније спонзоришу Наскар више од било ког другог мотоспорта, иако је ово спонзорство — међутим — у све већем опадању од почетка 2000-их.

## Наскар у култури
Филмови о Наскар тркама су Дани грома (1990), Herbie: Fully Loaded (2005), Рики Боби: Легенда брзине (2006), и Logan Lucky (2017). Наскар возачи су се појавили у многим телевизијским серијама, и ТВ филмовима укључујући The Cleveland Show Sullivan & Son, Last Man Standing.